# Pál Várhidi
Dans le nom hongrois Várhidi Pál, le nom de famille précède le prénom, mais cet article utilise l’ordre habituel en français Pál Várhidi, où le prénom précède le nom.

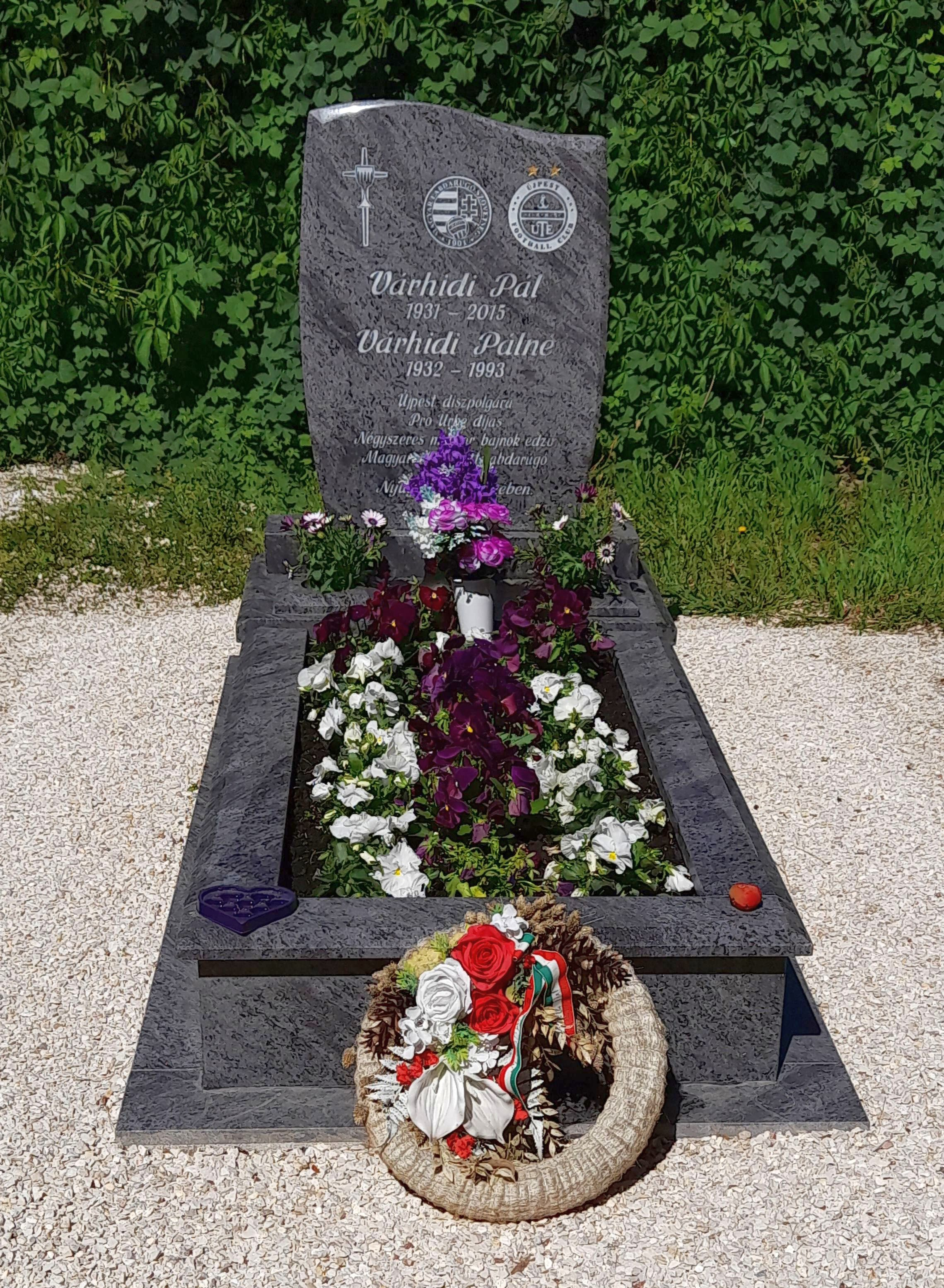
Tombe de Pál Várhidi.

Pál Várhidi, né Pál Vinkovics le 6 novembre 1931 à Budapest et mort le 12 novembre 2015, est un footballeur hongrois évoluant au poste de défenseur.

## Biographie

### En tant que joueur
Il joue notamment à l'Újpesti Dózsa de 1949 à 1965.
International, il reçoit 4 sélections en équipe de Hongrie de 1954 à 1957. Il fait partie de l'équipe hongroise finaliste lors de la Coupe du monde 1954.
Il est aussi médaillé de bronze lors des Jeux olympiques 1960.

### En tant qu'entraîneur
Il entraîne avec succès l'Újpest FC, le conduisant à 4 titres de champion de Hongrie.

## Carrière
- 1949-1965 :  Újpest FC[3],[4]

## Palmarès

### En tant que joueur
- Finaliste de la Coupe du monde en 1954
- Médaille de bronze lors des Jeux olympiques 1960

### En tant qu'entraîneur
Avec l'Újpest FC :
- Champion de Hongrie en 1974, 1975, 1978 et 1979.